# Parathormon

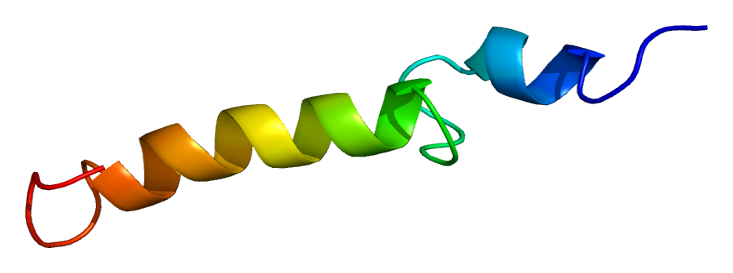
Parathormon

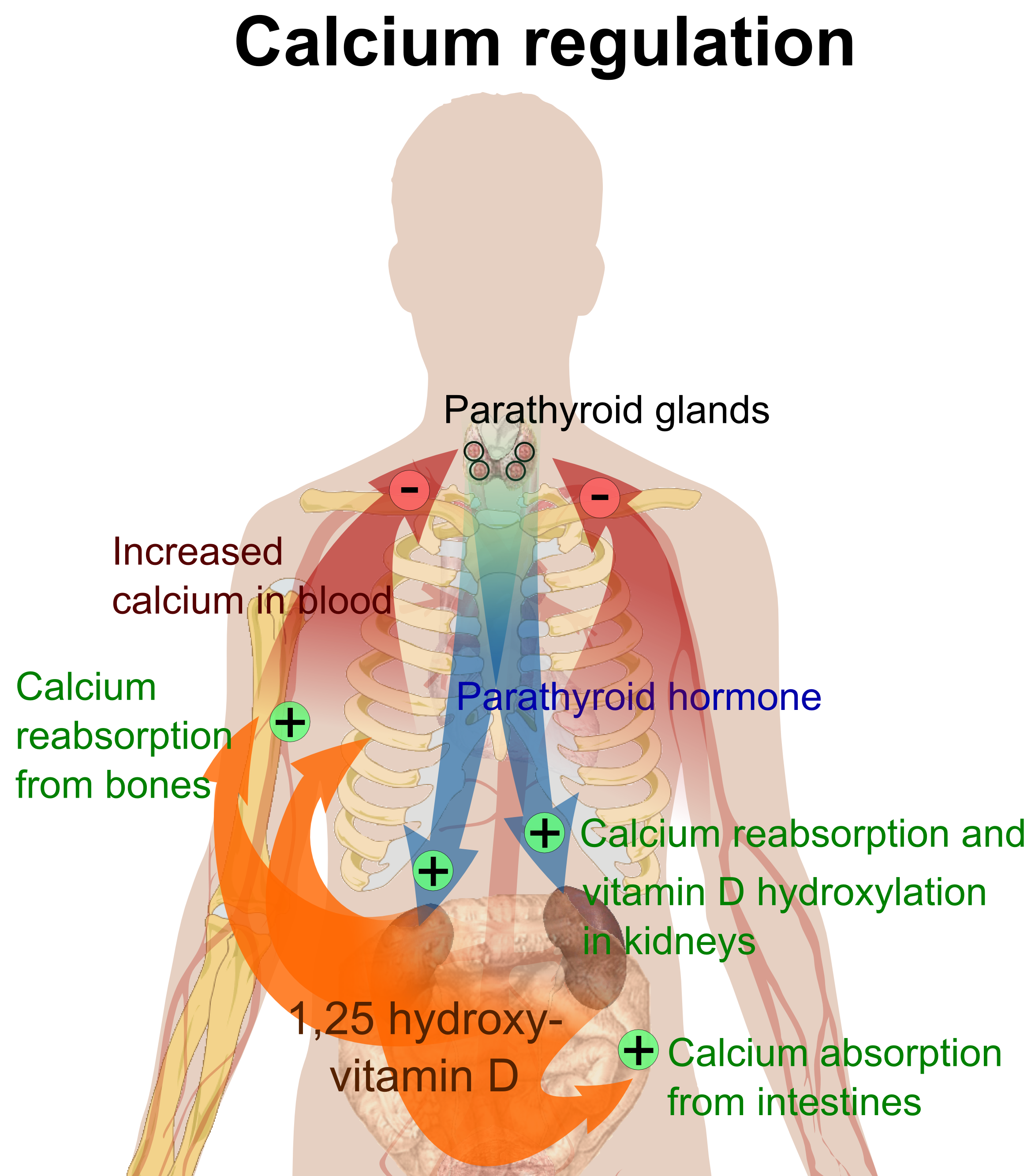
Regulace tělního vápníku

Parathormon (PTH) je peptidický hormon (o 84 aminokyselinách) vylučovaný v příštítných tělískách. Jeho hlavní funkcí je zvyšovat kalcémii, tedy hladinu vápníku (Ca2+) v krvi. Tento vápník je vlivem PTH uvolňován z kostní tkáně, neboť dochází k aktivaci buněk odbourávajících kostní tkáň (tzv. osteoklastů). PTH omezuje vylučování vápníku ledvinami a způsobuje větší vyplavování fosforečnanu. Dále PTH stimuluje tvorbu kalcitriolu, který způsobuje vyšší vstřebávání vápníku z tenkého střeva do těla.
Sekrece PTH je řízena hladinou vápenatých iontů (kalcémií), buňky příštítných tělísek jsou totiž schopny tuto hladinu vnímat pomocí speciálních receptorů. Přibližně opačnou funkci má kalcitonin, který naopak koncentraci vápníku v krvi snižuje.

## Poruchy příštítných tělísek

### Hyperfunkce
Při tzv. hyperparathyroidismu dochází k nadměrné produkci parathormonu. Vápník se nadměrně vyplavuje z kostí, kosti následkem toho měknou a lehce se lámou. Vyplavený vápník zůstává v krvi (hyperkalcémie) a za určitých okolností může způsobit až selhání srdeční činnosti

### Hypofunkce
Hypoparathyroidismus se projevuje nedostatkem vápníku v krvi, tzn. hypokalcémií. Dochází ke zvýšené nervosvalové dráždivosti, jež může způsobit i vážné křeče. Kritické jsou křeče dýchacích svalů, jež mohou způsobit udušení.